# Neva Howell
Neva Joanie Howell (Manchester, Tennessee) é uma actriz estadounidense.  Conhecida por ser a encarregada de dar-lhe vida a Martha Kent no filme Superman (2025).

## Filmografía

### Cinema
- Superman (2025), como Martha Kent.[3][4]
- Greedy People (2024), como Ms. Crawford
- Ghosts of the Ozarks (2021), como Miss Roberts
- Bennie (2021); Filme curto
- Fever Dreams Movie (2019), como Irene Wilkes
- Run the Race (2018), como Martha
- Burden (2018), como Gina
- The Nobodies (2017), como actriz
- Logan Lucky (2017), como mulher das notícias #1
- Diary of a Wimpy Kid: The Long Haul (2017), como Senhora granjera
- Novitiate (2017), como a irmã de Eleanor
- Fever Dreams (2014), como Irene Wilkes
- Strangers Yesterday (2014); Filme curto, como Mrs. Quinn
- The Cameraman (2014); Filme curto, como Irene Wilkes
- Billy: The Early Years (2008), como Shea Secretary
- Two Weeks (2006), como Grocery Clerk
- Worms (2005); Cortometraje, como Petty J. Sackman Strubble
- A Good Baby (1999), como mulher em buzones
- October Sky (1999), como vizinha
- My Fellow Americans (1996), como Charlene, a agente de orçamento
- Deadly Addiction (1989) como bailarina em discoteca

### Séries
- The Resident (2019)
- The Originals (2018)[5]
- Outcast (2017)
- Mercy Street (2017)
- Still the King (2016)
- The Edge of Sanity (2013)
- The Castlehassle (2013)
- Beckinfield (2011–2013)
- Ned's Declassified School Survival Guide (2007)
- America's Most Wanted: America Fights Back (2005)
- A Painted House (2003)
- The Conviction of Kitty Dodds (1993)